# Flughafen Niš

i7
i11
i13
Der Flughafen Niš – Konstantin der Große (serbisch: Аеродром Ниш – Константин Велики) ist der zweitgrößte Flughafen Serbiens und liegt 4 km außerhalb der Stadt Niš. Er ist nach dem römischen Kaiser Konstantin dem Großen benannt.

## Geschichte
Der Flughafen Niš wurde während der sozialistischen Ära Jugoslawiens als Militärflugplatz erbaut. 1999 wurde er durch NATO-Luftangriffe schwer beschädigt. Mit Unterstützung Norwegens wurde der Flughafen neu aufgebaut und am 12. Oktober 2003 unter dem neuen Namen Konstantin der Große für die Zivilluftfahrt eröffnet.

## Fluggesellschaften und Ziele
Seit 2004 bietet die Flugschule Aero ihre Dienstleistung mit einer Flottenstärke von vier Flugzeugen an.
In der Wintersaison 2005/2006 wurden mit 13 Charterflügen der Thomsonfly über den Flughafen Niš rund 3500 Touristen aus Großbritannien in die Skiregion des Kopaonikgebirges gebracht.
Im Flugplan 2013 gab es nur eine Linienverbindung mit Montenegro Airlines nach Podgorica.
Ab Juni 2015 bot Wizz Air Zug um Zug Direktverbindungen nach Wien, Basel, Malmö, Dortmund, Eindhoven und Memmingen, Ryanair nach Berlin, Bratislava, Bergamo und Weeze sowie Swiss und Germania Flug nach Zürich an.